# 5577 Priestley
För andra betydelser, se Priestley.
5577 Priestley eller 1986 WQ2 är en asteroid i huvudbältet som upptäcktes den 21 november 1986 av den skotska astronomen Duncan Waldron vid Siding Spring-observatoriet. Den är uppkallad efter den engelske filosofen, kemisten och frikyrkopastorn Joseph Priestley.
Asteroiden har en diameter på ungefär 3 kilometer och den tillhör asteroidgruppen Hungaria.